# Zamija
Zamija (lat. Zamia), rod cikada iz porodice Zamiaceae. Pripada mu 76 priznatih vrsta
Zamija je netipičan sukulent koji ne traži ni mnogo vode ni mnogo svjetlosti. Odlikuje se dugim stapkama sa mesnatim sjajnim listovima. Stapke rastu iz rizoma, i narastu do jednog metra visine, dok u rizomima čuva zalihe vode. Zbog svojih nezahtjevnih karakteristika plogodna je za kućni uzgoj. 

## Vrste
1. Zamia acuminata Oerst. ex Dyer
2. Zamia amazonum D.W.Stev.
3. Zamia amplifolia Mast.
4. Zamia angustifolia Jacq.
5. Zamia boliviana (Brongn.) A.DC.
6. Zamia brasiliensis Calonje & Segalla
7. Zamia chigua Seem.
8. Zamia cremnophila Vovides, Schutzman & Dehgan
9. Zamia cunaria Dressler & D.W.Stev.
10. Zamia decumbens Calonje, Meerman, M.P.Griff. & Hoese
11. Zamia disodon D.W.Stev. & Sabato
12. Zamia dressleri D.W.Stev.
13. Zamia elegantissima Schutzman, Vovides & R.S.Adams
14. Zamia encephalartoides D.W.Stev.
15. Zamia erosa O.F.Cook & G.N.Collins
16. Zamia fairchildiana L.D.Gómez
17. Zamia fischeri Miq. ex Lem.
18. Zamia furfuracea L.f. ex Aiton
19. Zamia gentryi Dodson
20. Zamia gomeziana R.H.Acuña
21. Zamia grijalvensis Pérez-Farr., Vovides & Mart.-Camilo
22. Zamia hamannii A.S.Taylor, J.L.Haynes & Holzman
23. Zamia herrerae Calderón & Standl.
24. Zamia huilensis Calonje, H.E.Esquivel & D.W.Stev.
25. Zamia hymenophyllidia D.W.Stev.
26. Zamia imbricata Calonje & J.Castro
27. Zamia imperialis A.S.Taylor, J.L.Haynes & Holzman
28. Zamia incognita A.Lindstr. & Idarraga
29. Zamia inermis Vovides, J.D.Rees & Vázq.Torres
30. Zamia ipetiensis D.W.Stev.
31. Zamia lacandona Schutzman & Vovides
32. Zamia lecointei Ducke
33. Zamia lindosensis D.W.Stev., D.Cárdenas & N.Castaño
34. Zamia loddigesii Miq.
35. Zamia macrochiera D.W.Stev.
36. Zamia magnifica Pérez-Farr., Gut.Ortega & Calonje
37. Zamia manicata Linden ex Regel
38. Zamia meermanii Calonje
39. Zamia melanorrhachis D.W.Stev.
40. Zamia montana A.Braun
41. Zamia monticola Chamb.
42. Zamia multidentata Calonje, Segalla & R.S.Pimenta
43. Zamia muricata Willd.
44. Zamia nana A.Lindstr., Calonje, D.W.Stev. & A.S.Taylor
45. Zamia nesophila A.S.Taylor, J.L.Haynes & Holzman
46. Zamia neurophyllidia D.W.Stev.
47. Zamia obliqua A.Braun
48. Zamia oligodonta Calderón & D.W.Stev.
49. Zamia onan-reyesii C.Nelson & Sandoval
50. Zamia oreillyi C.Nelson
51. Zamia paucijuga Wieland
52. Zamia poeppigiana Mart. & Eichler
53. Zamia portoricensis Urb.
54. Zamia prasina W.Bull
55. Zamia pseudoparasitica J.Yates
56. Zamia pumila L.
57. Zamia purpurea Vovides, J.D.Rees & Vázq.Torres
58. Zamia pygmaea Sims
59. Zamia pyrophylla Calonje, D.W.Stev. & A.Lindstr.
60. Zamia restrepoi (D.W.Stev.) A.Lindstr.
61. Zamia roezlii Regel ex Linden
62. Zamia sandovalii C.Nelson
63. Zamia sinuensis Calonje & J.Castro
64. Zamia skinneri Warsz. ex A.Dietr.
65. Zamia soconuscensis Schutzman, Vovides & Dehgan
66. Zamia spartea A.DC.
67. Zamia standleyi Schutzman
68. Zamia stenophyllidia Nic.-Mor., Mart.-Domínguez & D.W.Stev.
69. Zamia stevensonii A.S.Taylor & Holzman
70. Zamia tolimensis Calonje, H.E.Esquivel & D.W.Stev.
71. Zamia tuerckheimii Donn.Sm.
72. Zamia ulei Dammer
73. Zamia urep B.Walln.
74. Zamia vazquezii D.W.Stev., Sabato & De Luca
75. Zamia verschaffeltii Miq.
76. Zamia wallisii H.J.Veitch
77. Zamia ×katzeriana (Regel) E.Rettig